# Broughia
Broughia — вимерлий рід променеперих риб, які жили в епоху раннього тріасу на території нинішньої Ґренландії й Мадагаскару.